# رکل تورس
رکل تورس (انگلیسی: Raquel Torres; ۱۱ نوامبر ۱۹۰۸ – ۱۰ اوت ۱۹۸۷) هنرپیشه اهل ایالات متحده آمریکا بود.
از فیلم‌ها یا برنامه‌های تلویزیونی که وی در آن نقش داشته‌است می‌توان به سوپ اردک، پل سن لوئیس ری اشاره کرد.